# Ray Alexander: A Menu for Murder
Ray Alexander: A Menu for Murder è un film per la televisione del 1995 diretto da Gary Nelson.
È un film poliziesco a sfondo giallo statunitense con Louis Gossett Jr., James Coburn e Tracy Nelson. È incentrato sulle vicende dell'investigatore privato di San Francisco Ray Alexander (interpretato da Louis Gossett Jr.). Il film segue Ray Alexander: A Taste for Justice del 1994.

## Produzione
Il film, diretto da Gary Nelson su una sceneggiatura di Dean Hargrove, fu prodotto da Hillard Elkins e Peter Katz per la Dean Hargrove Productions, la Elkins Entertainment, la Logo Entertainment e la Viacom Productions.

## Distribuzione
Il film fu trasmesso negli Stati Uniti il 20 marzo 1995  sulla rete televisiva NBC.